# Epimenides (månekrater)
Epimenides er et nedslagskrater på Månen. Det befinder sig på den sydvestlige del af Månens forside og er opkaldt efter den græske filosof og forfatter Epimenides (6. århundrede f.Kr.).
Navnet blev officielt tildelt af den Internationale Astronomiske Union (IAU) i 1935. 

## Omgivelser
Epimenideskrateret ligger øst for Hainzelkrateret. Mod nord og nordøst findes Lacus Timoris, der er et lille mare. 

## Karakteristika
Kraterets ydre rand er næsten cirkulær, men lidt ujævn på grund af det irregulære terræn, det er placeret i. Den sydlige rand er udvidet, hvor et mindre krater overlapper den. Kraterbunden er forholdsvis jævn og uden særlige formationer. Omkring fem kilometer sydøst for kraterets sydside ligger satellitkrateret "Epimenides S", som er af næsten samme størrelse som hovedkrateret og næsten cirkulært, bortset fra et småkrater, som har lavet et lille indhak i den østlige side.
Krateret menes at være dannet i Præ-Nectarian-perioden, der strakte sig fra for 4,55 til for 3,92 milliarder år siden.

## Satellitkratere
De kratere, som kaldes satellitter, er små kratere beliggende i eller nær hovedkrateret. Deres dannelse er sædvanligvis sket uafhængigt af dette, men de får samme navn som hovedkrateret med tilføjelse af et stort bogstav. På kort over Månen er det en konvention at identificere dem ved at placere dette bogstav på den side af satellitkraterets midte, som ligger nærmest hovedkrateret. Epimenideskrateret har følgende satellitkratere:
| Epimenides | Længde  | Bredde  | Diameter |
| ---------- | ------- | ------- | -------- |
| A          | 43,2° S | 30,1° V | 15 km    |
| B          | 41,6° S | 28,8° V | 10 km    |
| C          | 42,3° S | 27,5° V | 4 km     |
| S          | 41,6° S | 29,3° V | 26 km    |

## Måneatlas
- Billeder af Epimenideskrateret i LPI-måneatlasset